# Атанасиос Дакос
Атанасиос Дакос (на гръцки: Αθανάσιος Δάκος) е гръцки учител и свещеник, деец на Гръцката въоръжена пропаганда в Македония.

## Биография
Дакос е роден в лъгадинското гръцко село Берово, тогава в Османската империя. Става гръцки учител и работи в българските села в Гевгелийско и Гумендженско. Присъединява се към гръцката революционна организация. Когато започва въоръжената борба на гръцките чети с българските, приема свещенически сан и служи в Кукушко, където развива гръцката пропаганда. Обявен за агент от III ред.